# Joseanthus
Joseanthus é um género botânico pertencente à família Asteraceae.